# Coelorhyncidia cuprescens
Coelorhyncidia cuprescens là một loài bướm đêm trong họ Crambidae.